# Blockchain Oracle
Blockchain Oracles verbinden Blockchains mit externen Systemen, wodurch sie die Ausführung von Smart Contracts mit Informationen von außerhalb der Blockchain ermöglichen.
Aufgrund der zugrundeliegenden Konsensmechanismen können Blockchains, auf denen Smart Contracts laufen, keine native Kommunikation mit externen Systemen unterstützen. Smart Contracts auf diesen Blockchains haben also keinen Zugriff auf Informationen wie beispielsweise die aktuelle Uhrzeit oder den Handelskurse von Kryptowährungen. Für die große Mehrheit der Anwendungsbereiche für Smart Contracts sind externe Daten aber unabdingbar. Um dieses Problem zu lösen, schreiben Blockchain Oracles die gewünschten Daten periodisch oder auf Nachfrage mittels Transaktionen in die Blockchain.

## Beispiele
Hier sind zwei Beispiele für Blockchain-Anwendungen, welche von Informationen aus der Außenwelt abhängig sind:
- Ernteversicherung: Ein Bauer kann seine Ernte bei einem Smart Contract gegen Dürre versichern. Wetter-Oracles stellen Informationen zur Niederschlagsmenge vor Ort bereit. Wenn über einen festgelegten Zeitraum eine gewisse Menge unterschritten wird, zahlt der Smart Contract automatisch die versicherte Summe an den Bauern aus.
- Sportwetten: Teilnehmer können in einem Smart Contract beispielsweise auf das Resultat eines Fußballspiels wetten. Wenn das Spiel beendet ist, laden Oracles den Spielausgang in die Blockchain und der Smart Contract verteilt automatisch die Gewinne.

## Das Oracle Problem
Oracles können ein Sicherheitsrisiko für Smart Contracts darstellen. Wenn ein Oracle falsche oder manipulierte Informationen in die Blockchain überträgt, dann werden die Smart Contracts, die darauf zugreifen, falsch ausgeführt. Die Frage des sogenannten Oracle Problems (engl. oracle problem) beschäftigt sich also damit, wie man Oracles einsetzen kann, ohne die Sicherheit und Unverfälschbarkeit von Smart Contracts aufzugeben. Das Oracle Problem ist eine bedeutende Hürde für die Verbreitung von Blockchain Technologien.